# Joco Žnidaršič

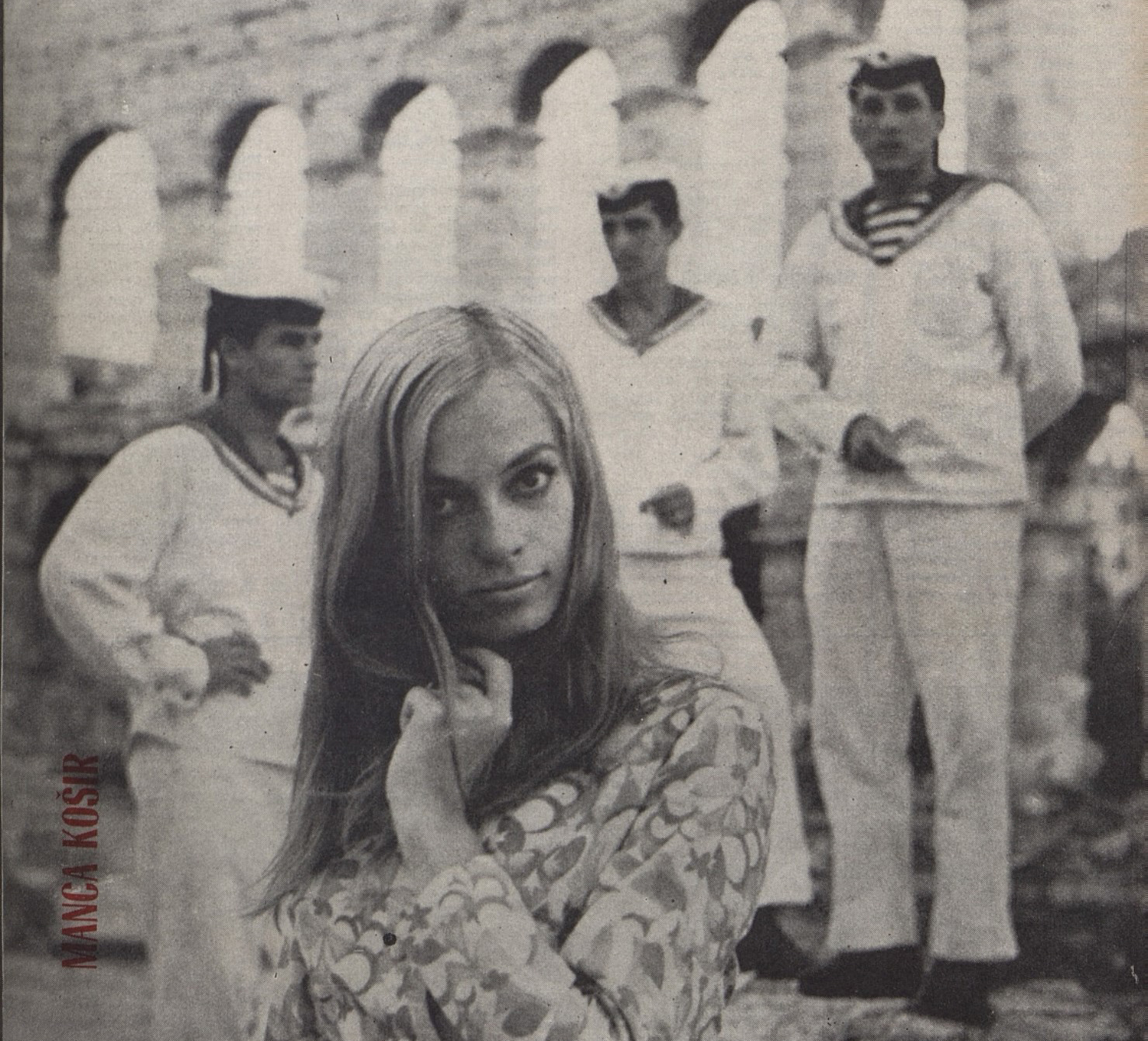
Manca Košir, 1967, Pula Arena

Joco Žnidaršič (20. března 1938, Šoštanj – 28. listopadu 2022, Lublaň) byl slovinský fotoreportér a editor.

## Životopis
Žnidaršič se narodil v Šoštanji v Drávské bánovině. V roce 1963 absolvoval 10 semestrů lékařského studia na lékařské fakultě Univerzity v Lublani. Během školy se dostal k dokumentární a umělecké fotografii a později se této činnosti začal plně věnovat. Byl fotoreportérem magazínů Studentska tribuna, TT, Tovariš a celkem 24 let, od roku 1974 až do důchodu, pracoval jako fotoeditor ve společnosti Delo. Byl fotoreportérem na volné noze a spolumajitelem společnosti Veduta AŽ, která vydávala fotoknihy.

## Dílo
Kromě publicistiky se Žnidaršič ve spolupráci s dalšími významnými spisovateli (jako byli například Matjaž Kmecl, Ciril Zlobec nebo Željko Kozinc) vytvořili četné fotoknihy, které z něj udělaly jednoho z nejvýznamnějších slovinských uměleckých a dokumentárních fotografů. Vytvořili jich přes sto, mezi ty známější patří Foto Joco Žnidaršič, Ljubljana, Bohinj, Slovenski vinogradi (Slovinské vinice), Pot k očetu (himalajski potopis) (Cesta k otci: Itinerář Himálaje), Dobimo se na tržnici (Sejdeme se na trhu), Golf na Slovenskem (Golf ve slovinských zemích), Deset let je Slovenija država (Slovinsko je zemí už deset let), Moja Slovenija (Moje Slovinsko), Lipicanci (Lipicáni), Večni Bohinj (Věčný Bohinj), Zakladi Slovenije (Poklady Slovinska, 2. vyd.) a Najlepša pot zelenin prstan Ljubljane (Nejkrásnější stezka: Lublaňský zelený prsten). Kritici je hodnotili pochvalně a širokému publiku se velmi líbily. Významně fotograficky a editorsky přispíval ve dvaceti dalších fotoknihách, z nichž zvláště úspěšné byly: Zakladi Slovenije (Poklady Slovinska, 1. vyd.), Vojna za Slovenijo (Válka o Slovinsko), Lepa Slovenija (Krásné Slovinsko), Planica (1. a 2. vyd.), Slovenija, lepotica Evrope (Slovinsko, krása Evropy) nebo Ljubljana, lepa in prijazna (Ljubljana, krásná a přátelská).

## Uznání
Joco Žnidaršič v roce 1975 získal titul „Excellence FIAP“ (EFIAP). Uspořádal řadu výstav doma i v zahraničí a bylo mu uděleno více než 50 dalších ocenění a uznání, mezi něž patřila Cena Prešerenova fondu, Župančičova cena, Puharova plaketa za celoživotní dílo a Consortium veritatis, nejvyšší slovinské ocenění za novinářskou práci. Byl prvním držitelem ceny World Press Photo ve Slovinsku a získal ji za fotografie v kategorii Příroda. V roce 2009 mu slovinský prezident Danilo Türk udělil Zlatý řád za zásluhy za celoživotní dílo ve fotografii a velký přínos k mezinárodnímu zviditelnění Slovinska. V roce 2013 obdržel Cenu města Lublaně a v roce 2017 mu Borut Pahor udělil Řád za zásluhy za přínos kampani Slovinsko, má vlast.

## Galerie

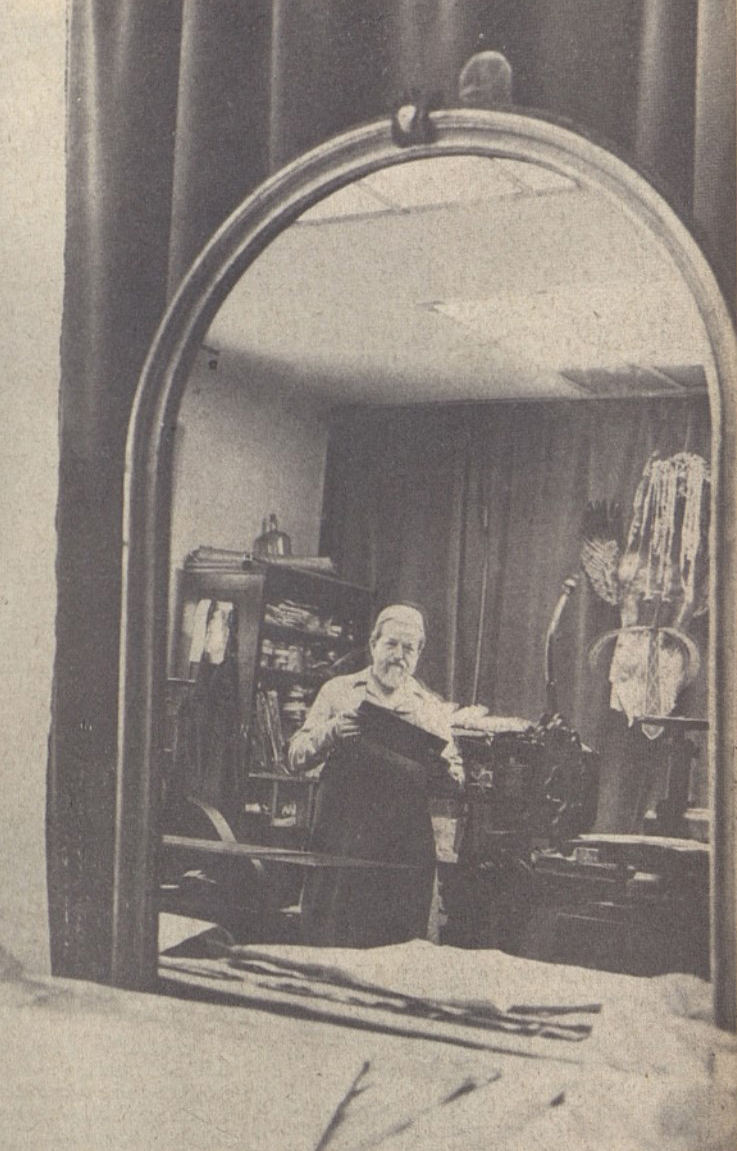
Božidar Jakac, 1969
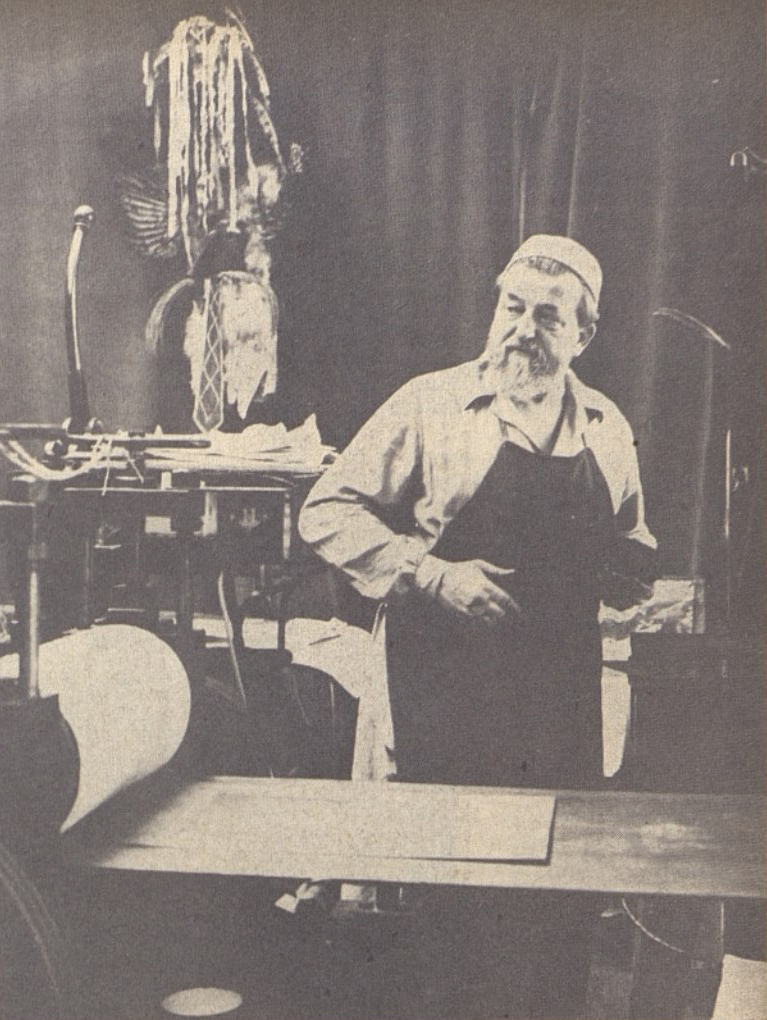
Božidar Jakac, 1969
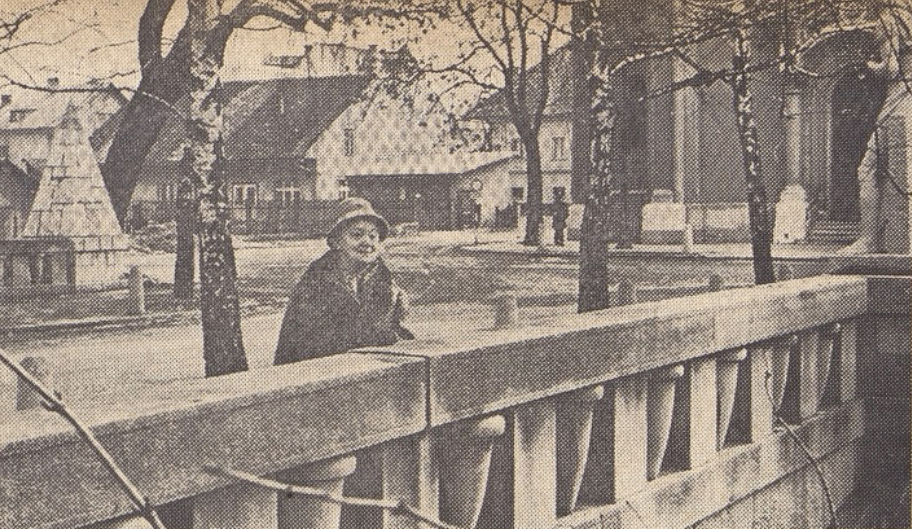
Elvira Kralj, 1969
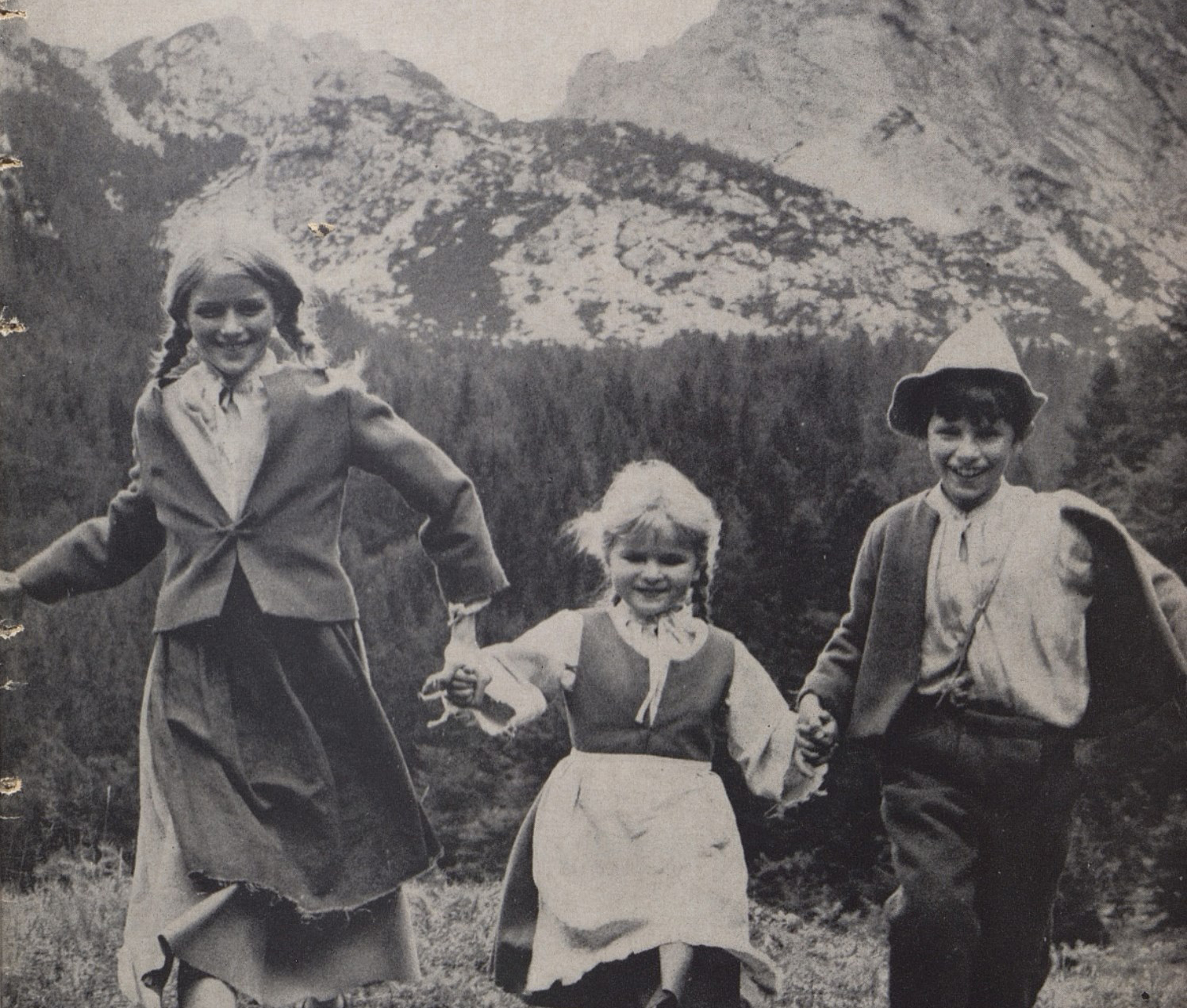
Kekčeve ukane, 1968
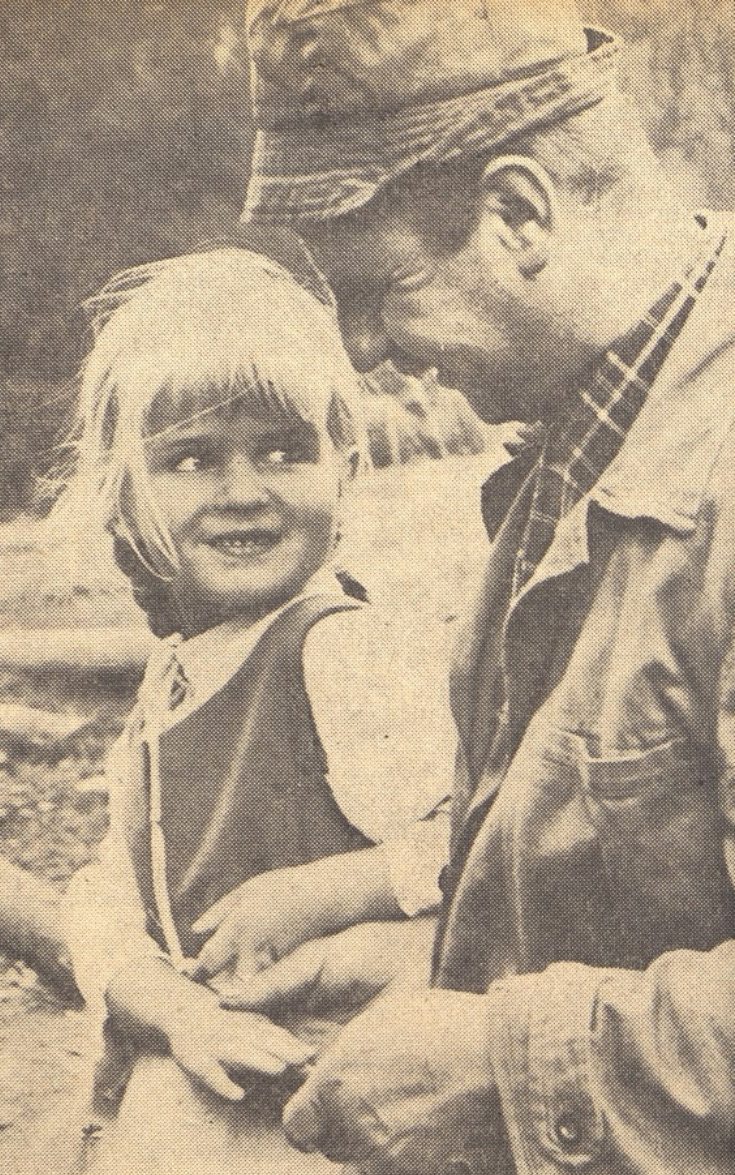
Kekčeve ukane, 1968
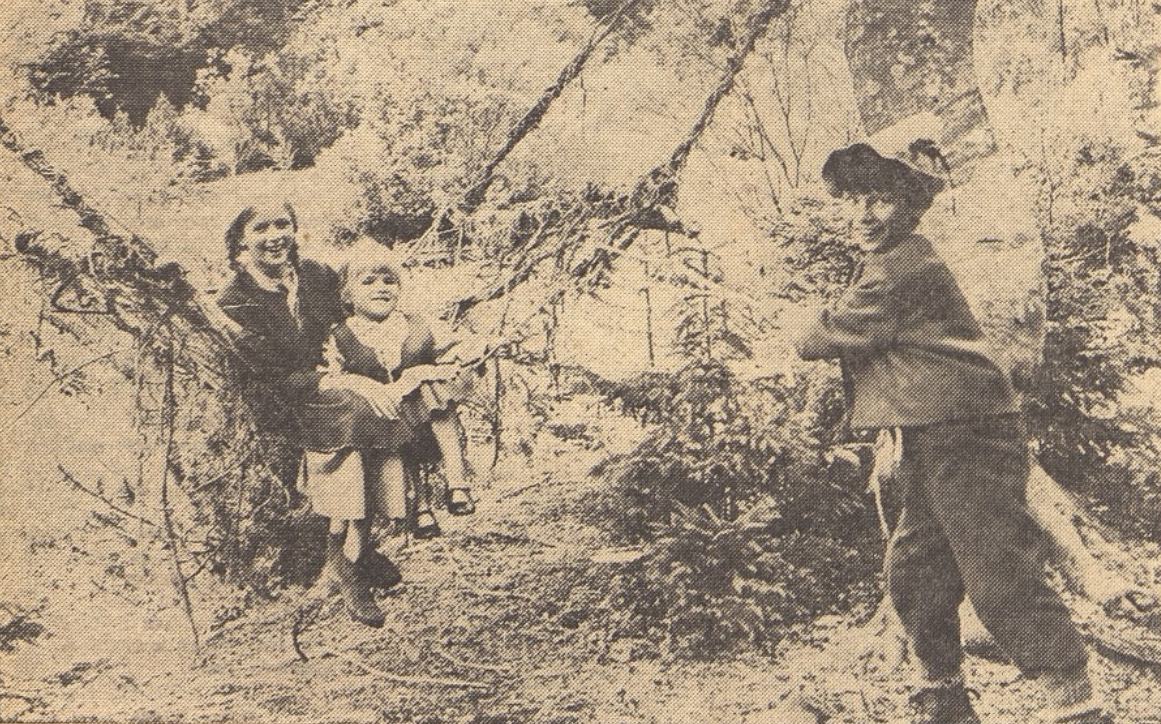
Kekčeve ukane, 1968
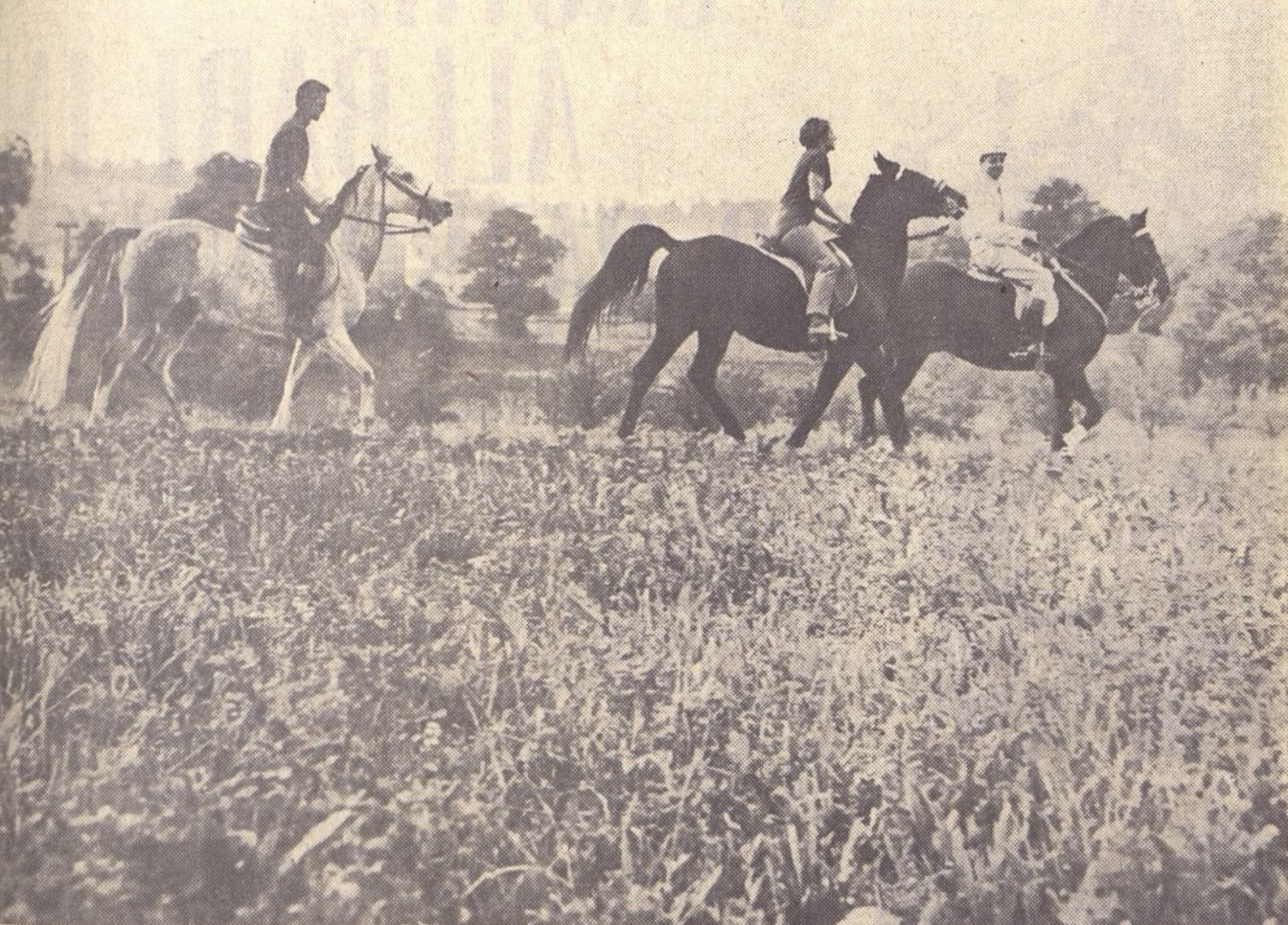
Lipicanci Mihe Frčeja, 1969
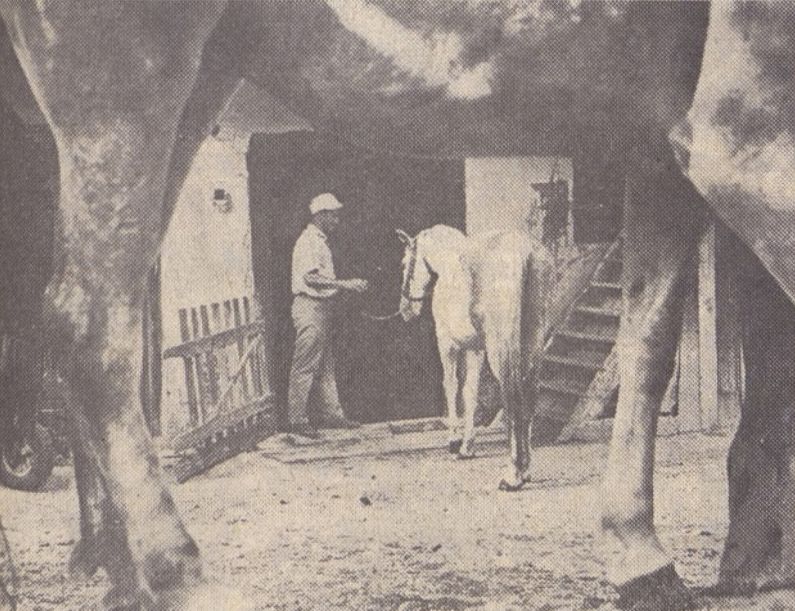
Lipicanci Mihe Frčeja, 1969
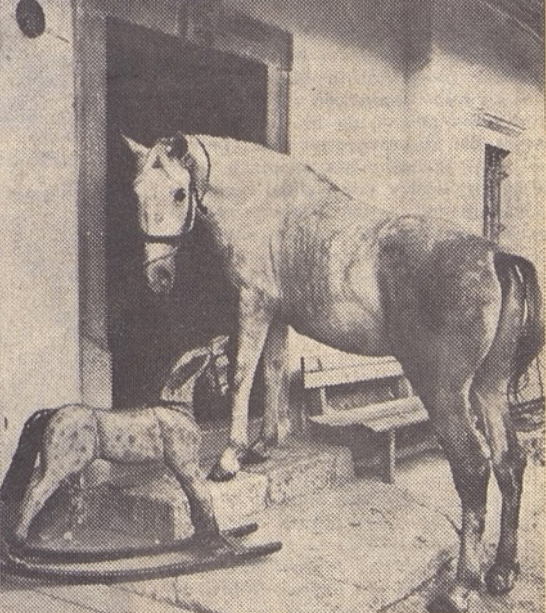
Lipicanci Mihe Frčeja, 1969
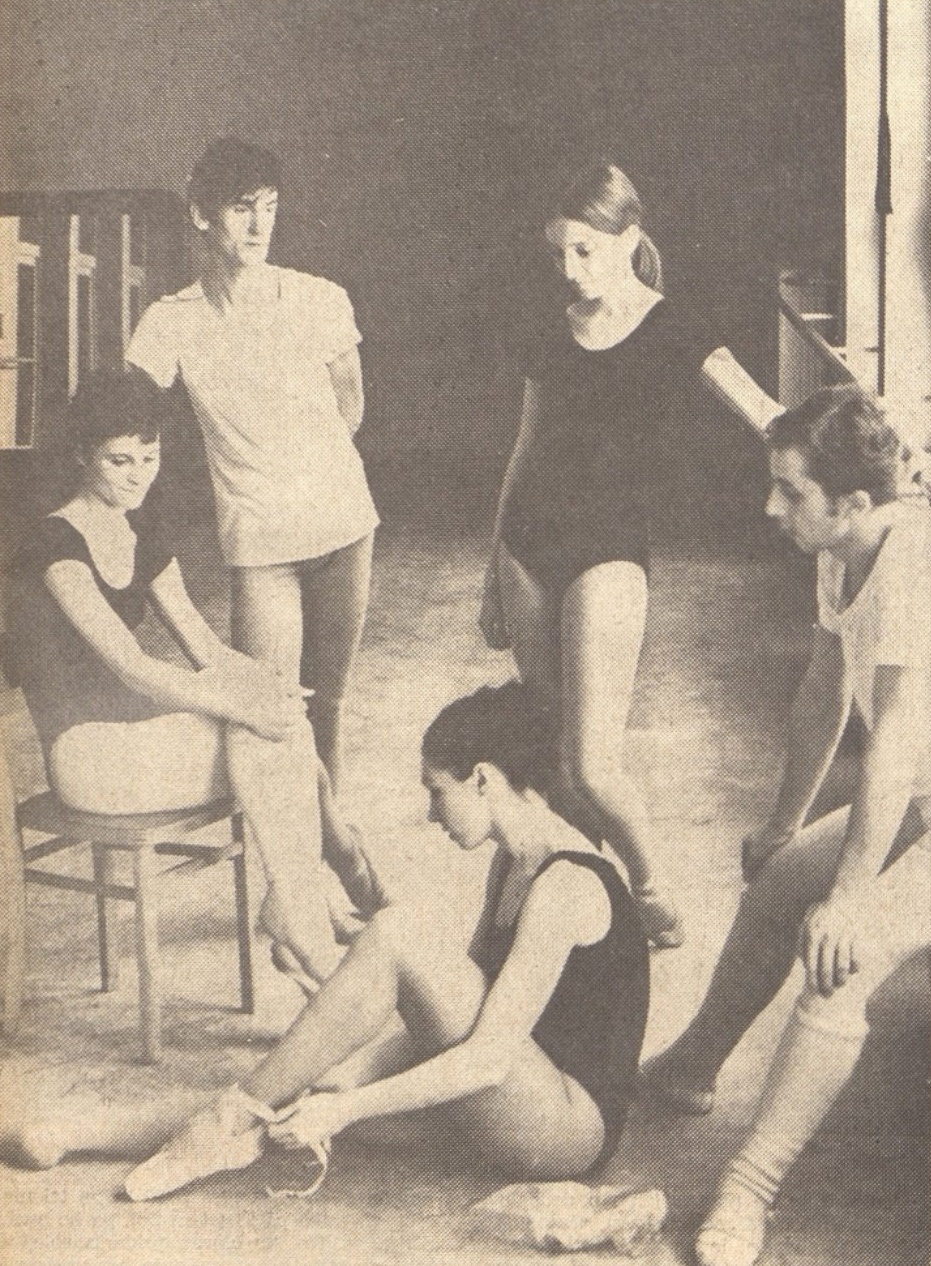
Mladi baletniki v Ljubljani, 1968
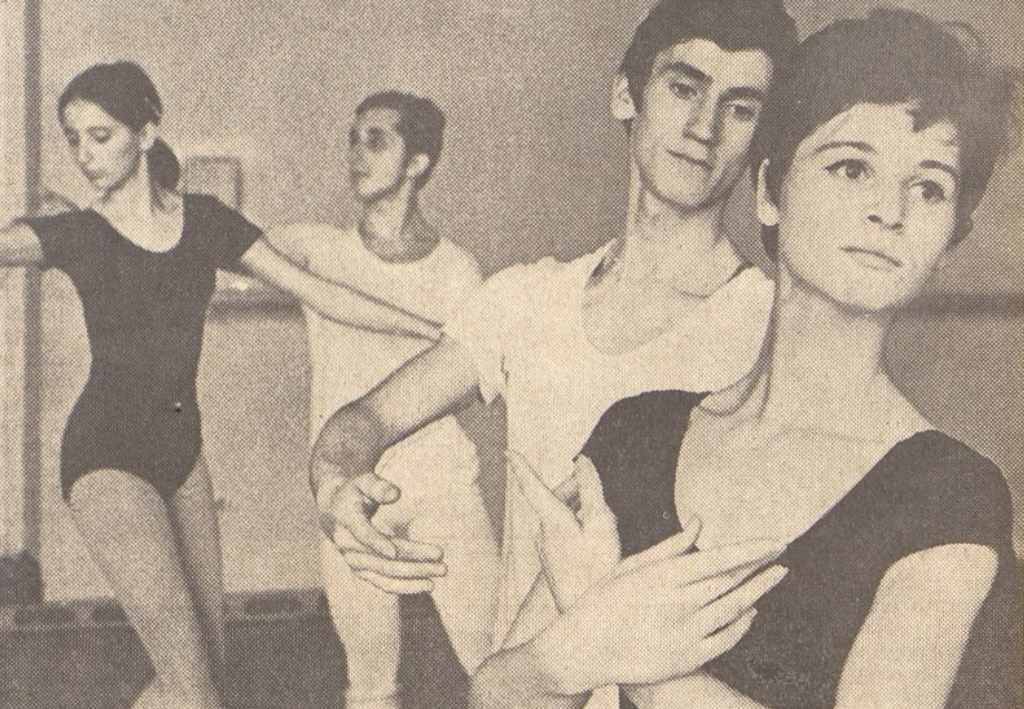
Mladi baletniki v Ljubljani, 1968
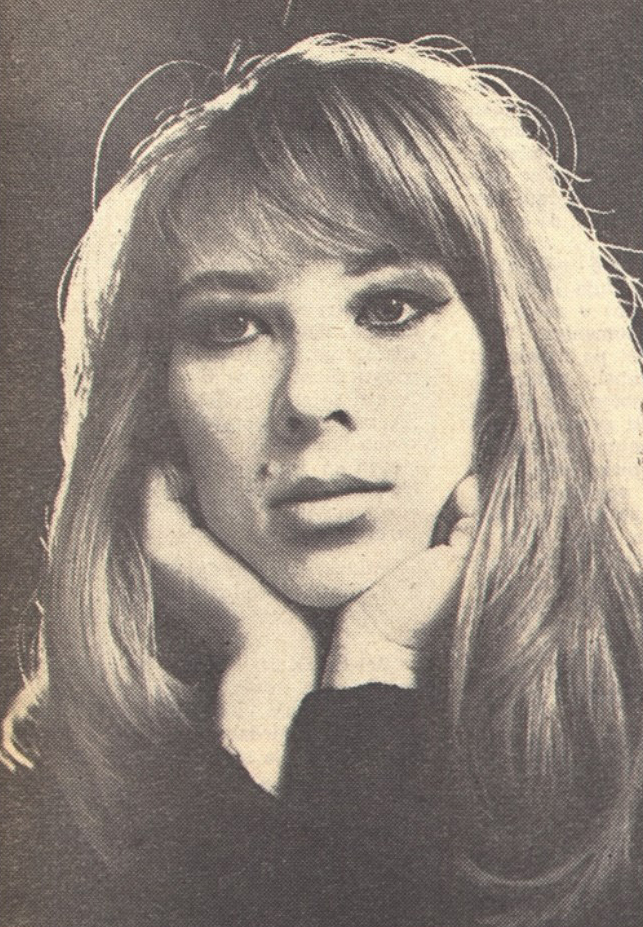
Svetlana Makarovič, 1968